# مولی رنوشو
مولی رنوشو (انگلیسی: Molly Renshaw؛ زادهٔ ۶ مه ۱۹۹۶) ورزشکار ورزش شنا اهل بریتانیا است.
وی در مسابقات کشوری و بین‌المللی در مجموع برندهٔ ۲ مدال طلا، ۴ مدال نقره و ۲ مدال برنز شده‌است.